# Where Angels Fall
Where Angels Fall är ett groovy metal-band från Norge och innehåller element av gothic metal, klassisk orkester och techno. Bandet bildades 2003 och nuvarande medlemmar är Eirin Bendigtsen (sång), André Bendigtsen (gitarr), Espen Lohne (bas) och Kristian Svenning (gitarr).

## Medlemmar
Nuvarande medlemmar 
- Kristian Svenning – gitarr (2003–)
- André Bendigtsen – sologitarr, keyboard (2003–)
- Eirin Bendigtsen – sång (2004–)
- Espen Lohne – basgitarr (2008–)

Tidigare medlemmar
- Jarle Byberg – trummor (2003–2013)
- Øyvind "Lionheart" Larsen – gitarr
- Ole Kristian Løvberg – trummor (2003–?)
- Kristian Andersen – basgitarr (2004–2008)
- Tom Remi Flygel – keyboard (2004–2005)

## Diskografi
Studioalbum
- 2006 – Illuminate
- 2008 – Marionettes
- 2014 – Redemption

EP
- 2004 – Dies Irae

Singlar
- 2009 – "Indifferent"